# Castillo de Assumar
39°08.453′N 7°23.536′O / 39.140883, -7.392267
El castillo de Assumar se encuentra en el freguesia de la mismo nombre, municipio de  Monforte, distrito de  Portalegre, en Portugal.

## Historia

### Antecedentes
La primitiva ocupación humana de la región se remonta al neolítico, según abundantes testimonios encontrados en aquel lugar.
La región fue conquistada por  Afonso Henriques en una fecha incierta, volviendo a la posesión  musulmana para ser recuperada definitivamente por  Sancho I, también en una fecha incierta.

### El castillo medieval
En la época del reinado de  Dinis I (1279-1325), la aldea de Assumar recibió privilegios (1298), habiéndose liberado del dominio administrativo del término y de la aldea de Monforte en 1314. Su hijo y sucesor,  Afonso IV (1325-1357), erigió en 1332 una pequeña fortificación para la defensa de su pueblo, según la inscripción epigráfica que se encuentra actualmente en la fachada sur de la Iglesia:

En el nombre de Dios, amor. Este castillo fue construido en el año CCCLXX en honor del muy noble Rey Dom Affonso de Portugal y el Algarve hijo del muy noble Rey Deniz. Yo Francisco, M.

En el momento de la  crisis de 1383-1385, el condestable Nuno Álvarez Pereira, al frente de las fuerzas portuguesas, se habría detenido en la iglesia de Nuestra Señora de los Milagros de Asumar, tras la victoria sobre Castilla en la batalla de los Atoleiros.
En 1482,  Juan II dona a Gonçalo Álvarez la alcaldía mayor de la ciudad y el castillo de Assumar, concediéndole también la posesión del regimiento y el peaje.
Bajo el reinado de  Manuel I (1495-1521), el pueblo y su castillo son representados por Duarte de Armas. En esa época, Gonçalo Álvares de Abreu (1480-1512) era su alcalde.

### Desde el siglo XVI hasta nuestros días
En el contexto de la  Guerra de Restauración, en 1662 Assumar sufrió la ocupación de las tropas españolas bajo el mando de don Juan de Austria, y el castillo sufrió grandes daños en esa ocasión.
Más tarde, en 1701, fue ocupada de nuevo por las tropas enemigas y sufrió daños en sus defensas.
En el siglo XIX parte de la fortificación aún estaba en pie. En esa etapa, estos restos fueron demolidos y la inscripción epigráfica fue transferida a la torre de la iglesia. Una pequeña sección de un paño de su primitiva pared ha llegado a nuestros días. Estos restos no están clasificados por el poder público portugués.